# Campeonato de Wimbledon 1911
La edición 35.º del Campeonato de Wimbledon se celebró entre el 26 de junio y el 8 de julio de 1911 en las pistas del All England Lawn Tennis and Croquet Club de Wimbledon, Londres, Inglaterra.
El cuadro individual masculino lo iniciaron 104 jugadores mientras que el femenino lo iniciaron 34 tenistas.

## Hechos destacados
En la competición individual masculina se impuso el neozelandés Anthony Wilding logrando el segundo título que obtendría en el torneo al imponerse en la final al británico Herbert Ropel-Barrett.
En la competición individual femenina la victoria fue para la británica Dorothea Douglass logrando el quinto título que obtendría en Wimbledon al imponerse a la británica Dora Boothby.

## Palmarés
| Seniors              | Vencedor                 | Resultado                   | Finalista                      | Finalista |
| -------------------- | ------------------------ | --------------------------- | ------------------------------ | --------- |
| Individual masculino | Anthony Wilding          | 6–4, 4–6, 2–6, 6–2 Retirada | Herbert Ropel-Barrett          |           |
| Individual femenino  | Dorothea Douglass        | 6–0, 6–0                    | Dora Boothby                   |           |
| Dobles masculino     | Andre Gobert Max Decugis | 9–7, 5–7, 6–3, 2–6, 6–2     | Josiah Ritchie Anthony Wilding |           |

## Cuadros Finales

### Torneo individual  femenino
| Predecesor: 1910                           | Campeonato de Wimbledon 1911 | Sucesor: 1912                                       |
| Predecesor: Campeonato de Australasia 1911 | Grand Slam 1911              | Sucesor: Campeonato nacional de Estados Unidos 1911 |

- Datos: Q2120595